# Hot in the Shade
Hot in the Shade es el decimoquinto álbum de estudio de la banda estadounidense de hard rock Kiss, publicado el 17 de octubre de 1989 a través de Mercury Records. Representó el último trabajo lanzado por el grupo antes de la muerte del batería Eric Carr, quien además fue el vocalista principal en uno de los temas. Por su parte, la producción corrió a cargo del guitarrista Paul Stanley y el bajista Gene Simmons, quienes escribieron la mayoría de las canciones con compositores ajenos a la banda. Una de sus características fue que los temas habían sido maquetas que luego fueron pulidas, por lo que algunos aficionados supusieron que Carr apenas había contribuido como batería. En lo que respecta a su sonido, abandona los teclados que habían dominado Crazy Nights (1987) y se orienta hacia los géneros del hard rock y el glam metal.
Tras su lanzamiento, Hot in the Shade llegó al puesto 29 del Billboard 200 de los Estados Unidos y consiguió la certificación de oro de la Recording Industry Association of America (RIAA), aunque quedó eclipsado por el éxito del sencillo «Forever», que alcanzó la octava posición del Billboard Hot 100, la mejor en la carrera del conjunto en más de una década. En cuanto a su recepción en otros territorios, su mejor posicionamiento fue el octavo puesto en Noruega y estuvo además entre los treinta primeros lugares en Australia, Suiza y Suecia. Por otra parte, la opinión de los expertos fue originalmente positiva, aunque con el paso del tiempo, varios criticaron su excesiva cantidad de canciones. Por lo que respecta a su promoción, Mercury Records extrajo los sencillos «Hide Your Heart», el mencionado «Forever» y «Rise to It», sumado a que Kiss realizó una gira norteamericana con bandas que, por aquellos momentos, eran populares en la MTV como Slaughter o Faster Pussycat.

## Trasfondo
Después de que Kiss publicara el recopilatorio Smashes, Thrashes & Hits (1988), el guitarrista y vocalista Paul Stanley decidió realizar una gira de conciertos en solitario con la colaboración de músicos como Eric Singer. Este hecho frustró al batería del grupo, Eric Carr, quien consideraba que Singer acabaría por ser su sustituto y que Stanley además le permitía más libertades que a él a la hora de tocar en directo. La relación entre Stanley y Carr acabó por deteriorarse y el guitarrista la atribuyó a un supuesto alcoholismo del percusionista: «No sé si los excesos con la bebida exacerbaron su estado mental, o si, por el contrario, la bebida fue consecuencia de su infelicidad, pero su comportamiento empezó a ser errático». Por otra parte, por aquellos momentos, Larry Mazer optó por convertirse en el mánager de la banda con las condiciones de que esta dejara de ser simplemente «el conjunto de Paul Stanley» y que el bajista y vocalista Gene Simmons dejara de lado sus otros compromisos como actor y productor de otros artistas y, en su lugar, se centrara en su rol en Kiss.

## Grabación
Hacia abril de 1989, los cuatro componentes de la agrupación —Simmons, Carr, Stanley y el guitarrista Bruce Kulick— se separaron para grabar algunas maquetas en los estudios The Fortress en California: los dos primeros con la colaboración de Tommy Thayer —guitarrista de Black N' Blue— y los dos últimos con Singer. Stanley y Simmons realizaron las labores de producción y, confiados en el material ya grabado, optaron por mantenerlo y realizar algunos arreglos mínimos. Kulick criticó la ausencia de un productor externo y el hecho de que sus dos compañeros descartaran volver a grabar el material de las maquetas para ahorrar dinero: «Podemos gastar un millón de dólares en esto, pero aun así solo venderemos X. Si gastamos medio millón de dólares y lo hacemos a nuestra manera, seguiremos vendiendo X».
La decisión de mantener la mayor parte del material original llevó a los aficionados a pensar que las contribuciones de Carr habían sido mínimas y el propio Kulick reconoció que algunos de los temas incluyó la caja de ritmos, algo que, en su opinión, «no ayudó a los sentimientos de Eric». Singer alegó que tanto él como su amigo Kevin Valentine habían tocado en algunas maquetas, pero que Stanley le dejó claro que Carr había vuelto a grabar todas las pistas de batería. Por su contra, Valentine reconoció su forma de tocar en algunas piezas y destacó que el ingeniero Pat Regan le confesó que no todas las pistas originales habían sido reemplazadas.
Entre los músicos de sesión que sí fueron acreditados por su trabajo estaban Regan como saxofonista en «Cadillac Dreams», la All Star Cadillac Brass como trompistas en el mismo tema, The Sisters of No Mercy (Charlotte Crossley, Valerie Pinkston y Kim Edwards-Brown) a cargo de los coros en «Silver Spoon» y Phil Ashley, con quien la banda ya había trabajado con anterioridad, como teclista en «Hide Your Heart» y «Forever». Por otra parte, Greg Fulginitti llevó a cabo la masterización en los estudios Artisan, mientras que Dave Wittman realizó la mezcla en los estudios Cherokee.

## Música
Hot in the Shade es el único de los trabajos de la banda en el que todos los temas necesitaron de, por lo menos, un compositor adicional. En cuanto a su sonido, abandona los teclados que habían plagado Crazy Nights y está orientado hacia los géneros del hard rock y el glam metal. Además, el propio conjunto lo describió como «Kiss clásico con algunos giros nuevos y como un intento de volver al rock and roll más duro por el que Kiss es tan conocido».
El álbum comienza con «Rise to It», en la cual Stanley utilizó la técnica de bottleneck y que sirvió, en palabras del vocalista, para mostrar las influencias del grupo, «la guitarra slide y el blues. Blues real, no lo que los ingleses habían hecho quince años atrás». Simmons y el futuro guitarrista de Kiss, Tommy Thayer, escribieron «Betrayed», cuya letra se centra en un hombre que cree que la vida le debe un favor y que siempre siente que las cosas no salen a su manera. Stanley y sus colaboradores Holly Knight y Desmond Child habían compuesto «Hide Your Heart» durante las sesiones de su álbum antecesor Crazy Nights (1987), aunque no apareció en él y fue vendida para que otros artistas la versionaran, entre ellos Bonnie Tyler, Robin Beck, Molly Hatchet e incluso Ace Frehley, guitarrista original de Kiss. Finalmente, el grupo optó por grabarla para Hot in the Shade y su letra trata sobre un triángulo amoroso entre Rosa, su novio Tito y su pretendiente Johnny, quien muere en los brazos de Rosa tras recibir los disparos del segundo. Kulick creó «Prisoner of Love» influenciado por la forma de tocar de los guitarristas de Def Leppard, y posteriormente Simmons le realizó algunas modificaciones. «Read My Body» evoca precisamente a «Pour Some Sugar on Me» de Def Leppard y en su letra Stanley implora a una chica que «lea su cuerpo si quiere saber qué hay en su mente». Además, el vocalista se atreve a rapear aunque, como él mismo reconoció, «nunca voy a competir con Ice T o Public Enemy o Tone Loc». «Love's a Slap in the Face», inspirada en «He Hit Me (It Felt Like a Kiss)» de The Crystals, está centrada en la filosofía de Simmons sobre el amor: «Cuando el amor te golpea, es como si te golpeara una almádena». «Forever», compuesta por Stanley y Michael Bolton, es una power ballad en la que el primero canta sobre ver su futuro en los ojos de una chica y que el amor de esta hace que su corazón cobre vida. «Silver Spoon» es, según el compositor Vini Poncia, «nuestra versión del tipo de canciones pop rock que Bon Jovi hacía en aquellos momentos» y en su letra Stanley quiso reflejar su pensamiento de que «llegaría a ser alguien».
La cara B del álbum comienza con «Cadillac Dreams», que trata sobre vivir el sueño americano y cuyo título es una referencia a los automóviles Cadillac que, para Poncia, poseer uno de ellos era «un símbolo de éxito en Nueva York». «King of Hearts» sigue el estilo marcado por Bon Jovi, en especial «Livin' on a Prayer», mientras que «The Street Giveth and the Street Taketh Away» tuvo su origen en un riff de guitarra de Tommy Thayer al que posteriormente Simmons incorporó «el tipo de letras que Mick Jagger escribía sobre la vida callejera». «You Love Me to Hate You» tuvo como autores a Stanley y a Child, quien la comparó con otra de sus composiciones, «I Hate Myself for Loving You» de Joan Jett: «Son las mismas palabras, solo que reorganizadas». «Somewhere Between Heaven and Hell» relata sobre una chica que parece no poder decidir si quiere a Simmons o no. «Little Caesar», a cargo de Eric Carr y Adam Mitchell, fue finalizada por el bajista y en ella el batería canta —en su debut como vocalista en un álbum de estudio de Kiss— sobre luchar para ser un hombre. El disco termina con «Boomerang», que Kulick calificó como «AC/DC a toda velocidad» y en la que Simmons canta sobre una chica que vuelve a su vida como un búmeran.

## Diseño artístico

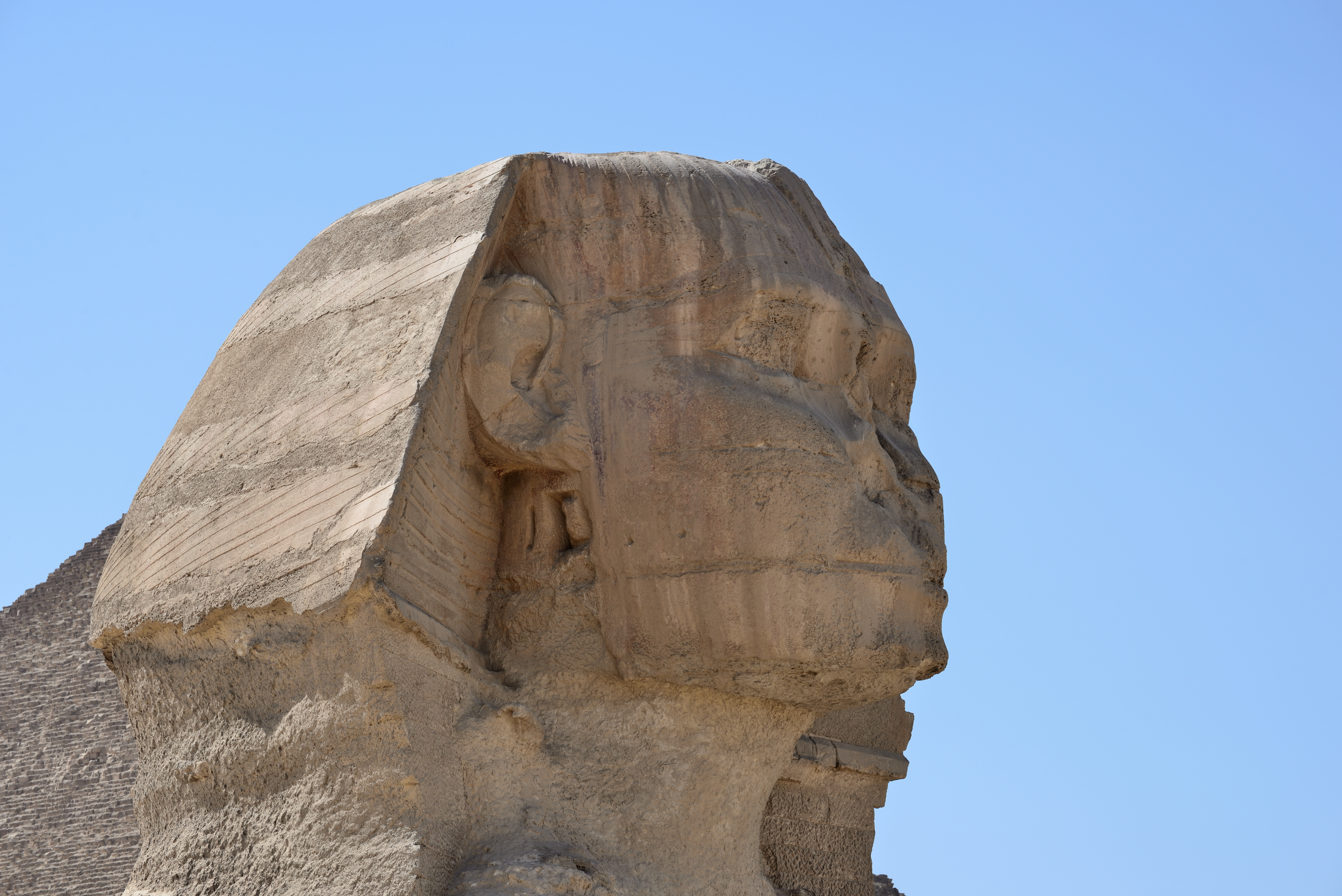
La portada muestra una esfinge con gafas de sol. En la imagen, la Gran Esfinge de Guiza.

Hot in the Shade fue el tercer trabajo de estudio de Kiss —después de Music from "The Elder" (1981) y Animalize (1984)— que no incluyó una fotografía de los miembros de la banda. En su lugar, aparece una esfinge con gafas de sol y una tipografía que le da la apariencia de un sello. Eric Carr fue quien concibió la idea tras ver una imagen similar en una revista, mientras que Mitchell Kanner y Scott Townsend se encargaron de su diseño bajo la dirección artística de Kanner y Michael Bays. La idea era obtener el «aspecto extraño» de las portadas de Led Zeppelin. Por su parte, el libreto incluye un aviso sobre la prevención del sida, mientras que la contraportada incorpora una foto de los cuatro componentes con gafas de sol.

## Recepción

### Comercial
Hot in the Shade salió a la venta el 17 de octubre de 1989 a través de Mercury Records y alcanzó el vigesimonoveno puesto del Billboard 200, la peor posición para el grupo desde Creatures of the Night (1982). Al contrario que su antecesor, sus ventas fueron insuficientes para obtener la certificación de platino de la Recording Industry Association of America (RIAA) y únicamente consiguió el disco de oro. El álbum tuvo una recepción comercial similar en el resto de territorios, pues se situó entre los treinta y cinco más vendidos en Suiza (Schweizer Hitparade), Suecia (Sverigetopplistan), Australia (ARIA Charts) y el Reino Unido (UK Albums Chart), y logró su mejor posicionamiento en Noruega, al llegar al número ocho en el conteo VG.
En cuanto a los sencillos, «Hide Your Heart», lanzado en octubre de 1989, alcanzó unas posiciones modestas que, de acuerdo con el mánager Larry Mazer, se debió al hecho de que varios artistas publicaron simultáneamente sus versiones del tema. Por el contrario, «Forever», publicado en enero de 1990, subió al octavo puesto del Billboard Hot 100, el mejor en la carrera de la banda desde que «Beth» (1976) llegara al séptimo lugar. Finalmente, «Rise to It», editado en abril de 1990, fue el tercer sencillo del álbum y únicamente llegó al número 81 del Billboard Hot 100, además de ser la última canción del conjunto en entrar en dicha lista. A este tema le acompañaría un vídeo musical que mostraba a Simmons y Stanley con sus característicos maquillajes por primera vez en seis años.

### Crítica
Tras su lanzamiento, Hot in the Shade recibió principalmente reseñas positivas. Ray Zell de Kerrang! escribió que «Kiss todavía son geniales, solo que ya no son innovadores. Están felices y yo quiero que estén hambrientos. [...] Con cuentas bancarias y barrigas abultadas, los Kiss de 1989 lo están haciendo muy bien». Dante Bonutto de RAW lo consideró como su mejor trabajo desde Lick It Up (1983) y destacó «la excelente calidad de los casi impecables cantos y la fresca y contundente producción. [...] En resumen, otra buena obra de Kiss. Fiesta al instante». Richard Paton del Toledo Blade relató que la banda «da justo en el blanco volviendo a lo básico, despojando su sonido hasta los huesos y produciendo un álbum con más fuerza que muchos roqueros con la mitad de sus edades». Thomas Kupfer de Rock Hard remarcó que «los señores Stanley, Simmons y compañía han tenido éxito una vez más en esta empresa [en poner a la gente de buen humor y transmitir diversión]. Pon el LP, gira el control del volumen a la derecha y déjate llevar por canciones como "Forever", "Silver Spoon" o "King of Hearts"». Jens Kröver de Metal Hammer sentenció que el grupo «había anunciado un álbum más original que el sobreproducido Crazy Nights y eso es exactamente lo que resultó ser Hot in the Shade». Además, expuso que «"Little Caesar" es sin duda uno de los aspectos más destacados de este fuerte disco». Por otra parte, los lectores de Kerrang! lo seleccionaron como el octavo mejor álbum de 1989, aunque también como el séptimo peor de dicho año.
Con el paso del tiempo, las críticas recibidas fueron menos halagüeñas y la mayoría se centró en la excesiva cantidad de canciones. Greg Prato de AllMusic opinó que era «una ligera mejora con respecto a sus monótonos predecesores, pero no mucho» y añadió que «el grupo no dio en el blanco al llenar el álbum con mucho material de relleno». Paul Elliott de Classic Rock escribió que «entre las quince pistas había algo de chatarra» y que «el álbum de estudio más largo de la banda demostró que el tamaño no lo es todo, incluso para Kiss». Los editores del sitio Ultimate Classic Rock estimaron que «a pesar de algunos momentos sólidos —"Rise to It", "Little Caesar"— hay demasiado relleno en esta colección demasiado larga de quince temas». Chuck Klosterman de Grantland remarcó que «probablemente escuché este trabajo 300 veces, aproximadamente 296 más de las necesarias». El periodista Eddie Trunk juzgó que «realmente hay algo de relleno aquí. Cinco canciones menos le habrían hecho ser un mejor disco. Y tampoco me gusta la mezcla en absoluto». Por su parte, Richard Bienstock de Rolling Stone lo situó como la décima mejor obra del conjunto y apuntó que Hot in the Shade se erige como un disco «sorprendentemente sólido de hard rock de finales de los ochenta», aunque matizó que «con quince, la lista de canciones es innecesariamente larga».

## Gira

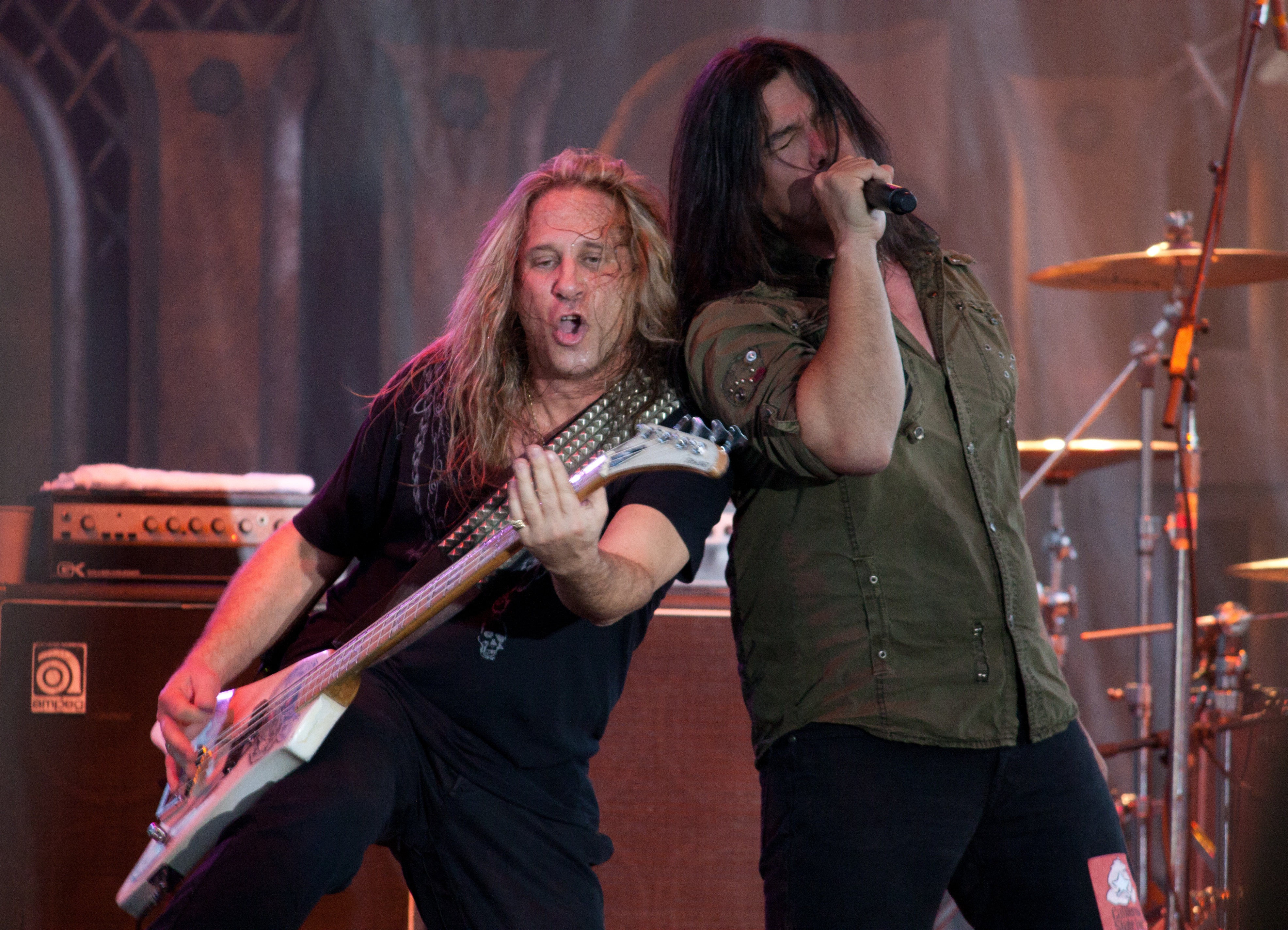
Slaughter fue una de las bandas que participó como teloneras en la gira promocional del álbum.

Aunque Hot in the Shade salió a la venta en octubre de 1989, su gira no comenzaría hasta cinco meses más tarde debido al escaso interés de los promotores y a la decisión de Larry Mazer de esperar a tener un sencillo exitoso, que resultaría ser «Forever». Al igual que en el Crazy Nights Tour, Gary Corbett tocó el teclado oculto de la vista del público, mientras que Mazer decidió suprimir los solos de batería, bajo y guitarra, incorporar en su lugar más canciones de sus primeros años y añadir una esfinge gigante, llamada Leon, como representación de la portada del álbum. El hecho de que sus solos fueran suprimidos frustró a Carr, quien durante un tiempo se comunicaba únicamente con Corbett. Finalmente, la gerencia determinó incorporar los solos de batería al repertorio a partir del 11 de julio de 1990.
En cuanto al puesto de telonero, una de las primeras opciones fue el guitarrista original Ace Frehley, aunque finalmente este descartó la propuesta, por lo que el mánager optó por contratar a grupos que en aquellos momentos eran populares en MTV como Winger, Danger Danger, Faster Pussycat y Slaughter, un conjunto integrado por músicos que habían trabajado con Vinnie Vincent, guitarrista de Kiss a comienzos de la década de 1980.
La gira, compuesta por 124 conciertos, tuvo lugar exclusivamente en los Estados Unidos y Canadá. Su media de asistentes fue de unos 6500, su mejor cifra en casi una década y supuso un incremento de un 12 % respecto al Crazy Nights Tour. La última actuación tendría lugar el 9 de noviembre de 1990 en Nueva York y sería también la última con el batería Eric Carr, quien fallecería de cáncer un año más tarde.

## Lista de canciones
| Lado 1 |                             |                                      |               |          |  |
| N.º    | Título                      | Escritor(es)                         | Voz principal | Duración |  |
| 1.     | «Rise to It»                | Paul Stanley, Bob Halligan Jr.       | Stanley       | 4:08     |  |
| 2.     | «Betrayed»                  | Gene Simmons, Tommy Thayer           | Simmons       | 3:38     |  |
| 3.     | «Hide Your Heart»           | Stanley, Desmond Child, Holly Knight | Stanley       | 4:25     |  |
| 4.     | «Prisoner of Love»          | Simmons, Bruce Kulick                | Simmons       | 3:52     |  |
| 5.     | «Read My Body»              | Stanley, Halligan                    | Stanley       | 3:50     |  |
| 6.     | «Love's a Slap in the Face» | Simmons, Vini Poncia                 | Simmons       | 4:04     |  |
| 7.     | «Forever»                   | Stanley, Michael Bolton              | Stanley       | 3:52     |  |
| 8.     | «Silver Spoon»              | Stanley, Poncia                      | Stanley       | 4:38     |  |

| Lado 2 |                                                |                                   |               |          |  |
| N.º    | Título                                         | Escritor(es)                      | Voz principal | Duración |  |
| 9.     | «Cadillac Dreams»                              | Simmons, Poncia                   | Simmons       | 3:44     |  |
| 10.    | «King of Hearts»                               | Stanley, Poncia                   | Stanley       | 4:26     |  |
| 11.    | «The Street Giveth and the Street Taketh Away» | Simmons, Thayer                   | Simmons       | 3:34     |  |
| 12.    | «You Love Me to Hate You»                      | Stanley, Child                    | Stanley       | 4:00     |  |
| 13.    | «Somewhere Between Heaven and Hell»            | Simmons, Poncia                   | Simmons       | 3:52     |  |
| 14.    | «Little Caesar»                                | Eric Carr, Simmons, Adam Mitchell | Carr          | 3:12     |  |
| 15.    | «Boomerang»                                    | Simmons, Kulick                   | Simmons       | 3:30     |  |
| 58:39  |                                                |                                   |               |          |  |

Fuente: AllMusic y libreto del CD de Hot in the Shade.

## Créditos
Kiss
- Paul Stanley - voz principal y coros, guitarras rítmicas
- Gene Simmons - bajo y coros
- Bruce Kulick - guitarras principales, bajo en «Forever» y coros
- Eric Carr - batería y bajo en «Little Caesar»

| Músicos de sesión - Phil Ashley - sintetizador en «Hide Your Heart» y «Forever» - The Sisters of No Mercy (Charlotte Crossley, Valerie Pinkston, Kim Edwards-Brown) - coros en «Silver Spoon» - Pat Regan - saxofón en «Cadillac Dreams» - All Star Cadillac Brass- trompas en «Cadillac Dreams» | Producción - Paul Stanley y Gene Simmons - producción - Pat Regan - ingeniería - Mikey Davis - ingeniería adicional - Dave Wittman - mezcla - Greg Fulginiti - masterización - Scott Townsend - portada - Mitchell Kanner - dirección artística y portada - Michael Bays - dirección artística |

Fuente: Libreto del CD de Hot in the Shade.

## Posiciones en las listas
| País           | Lista               | Mejor posición | Ref.   |
| -------------- | ------------------- | -------------- | ------ |
| Alemania       | German Albums Chart | 46             | [ 31 ] |
| Australia      | Top 40 Albums       | 30             | [ 49 ] |
| Canadá         | RPM Top 100 Albums  | 46             | [ 50 ] |
| Estados Unidos | Billboard 200       | 29             | [ 29 ] |
| Noruega        | Topp 40 Album       | 8              | [ 31 ] |
| Reino Unido    | UK Albums Chart     | 35             | [ 51 ] |
| Suecia         | Sverigetopplistan   | 29             | [ 52 ] |
| Suiza          | Schweizer Hitparade | 23             | [ 53 ] |

| País           | Lista         | Posición | Ref.   |
| -------------- | ------------- | -------- | ------ |
| Estados Unidos | Billboard 200 | 90       | [ 54 ] |

## Certificaciones
| País           | Certificación | Ventas  | Ref.   |
| -------------- | ------------- | ------- | ------ |
| Canadá         | Platino       | 100 000 | [ 55 ] |
| Estados Unidos | Oro           | 500 000 | [ 30 ] |